# Meester Hugo

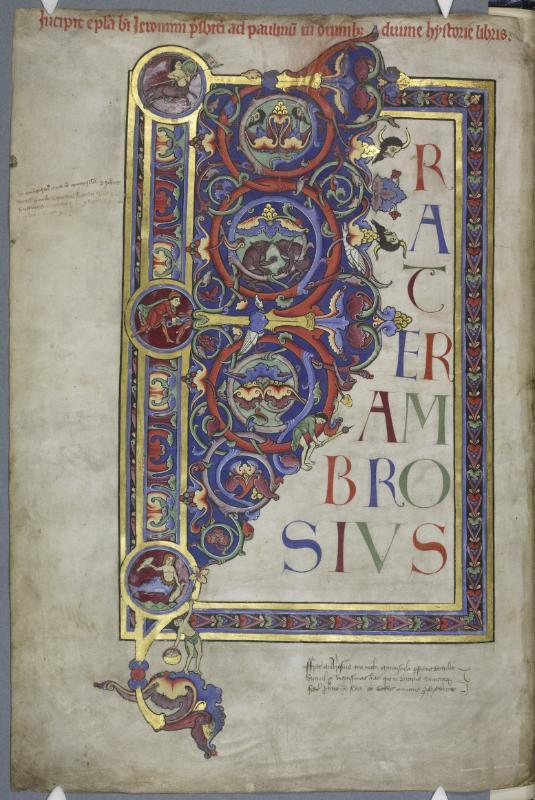
Bury Bijbel, f1v.

Meester Hugo was de eerst bekende miniaturist die als leek werkte in Engeland. Hij werkte voor de abdij van Bury St. Edmunds in Suffolk tussen 1125 en 1156. De kroniekschrijver van de abdij noteerde de opdracht in zijn kronieken: 'Iste Herveus, frater Taleboti prioris, omnes expensas invenit fratri suon priori in scribenda magna bibliotheca, et manu magistri Hugonis in comparabiliter fecit depingi. Qui cum non inveniret in partibus nostris pelles vitulinas sibi accommodas in Scotiae partibus parchamena comparavit. Eveneens volgens de  Gesta Sacristarum Monasterii Sancti Edmundi, was meester Hugo beeldhouwer en metaalwerker, gezien hij betrokken was bij de vervaardiging van de bronzen deuren voor de kerk tijdens het abbatiaat van Anselmus van San Saba. Het is een van de weinige kunstenaars uit de romaanse periode die bij naam bekend zijn waaraan werk met quasi zekerheid kan worden toegeschreven. Gezien het feit dat het in die tijd niet gebruikelijk was om de naam van de kunstenaars te vermelden, het waren tenslotte maar gewone ambachtslui, moet meester Hugo een bijzonder kunstenaar geweest zijn, want hij werd vier keer vermeld in de kroniek van de abdij.

## Biografie
Er is niets bekend over de levensloop van deze kunstenaar buiten de vermeldingen in de abdijkroniek. Naast de miniaturen in de Bijbel en de bronzen deuren zou hij, steeds volgens dezelfde bron, de opdracht gekregen hebben voor het gieten van een klok en voor een kruisbeeld gesneden in walrusivoor. Uit stilistische overwegingen gaan sommige onderzoekers ervan uit dat hij uit Italië afkomstig was en mogelijk met Anselmus mee van Rome kwam, maar dat blijven loutere hypothesen.

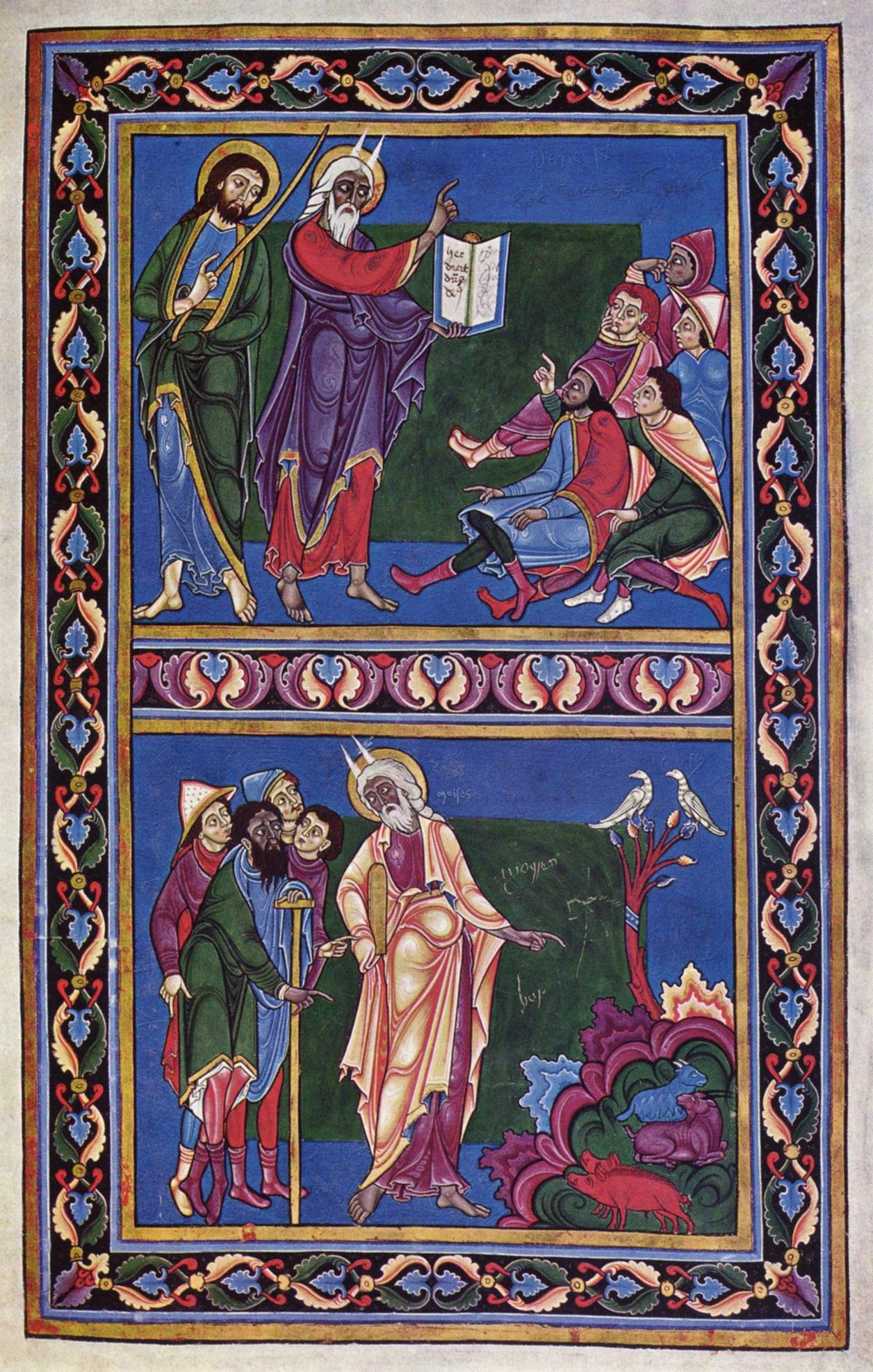
Bury Bijbel, f16r

## Stijl
De stijl van de meester was afgeleid van de Byzantijnse stijl. Van de elf scènes die bewaard zijn gebleven in zes miniaturen, is er slechts één die als westers van oorsprong kan gezien worden, de andere zijn duidelijk Byzantijns, maar de ontwerpen zijn wel vrij origineel.
Opmerkelijk zijn de parallellen met het Albanus Psalter dat omstreeks 1130 gemaakt werd in de abdij van Sint-Albanus in Hertfordshire . Een aantal van de figuren zijn erg gelijkaardig en het gebruik van sterke, briljante kleuren, zoals in het psalter, duiden erop dat Meester Hugo schatplichtig is aan de makers van het psalter. De aangezichten van de figuren zijn duidelijk Byzantijns gemodelleerd. Maar het is de tekening van gewaadplooien met hun ritmische, bochtige vouwen die het lichaam van de persoon duidelijk definiëren, die kenmerkend is voor de miniaturen in de Bury Bijbel. Deze articulatie van het menselijk lichaam onder de kleding is duidelijk een westerse aanpassing van de Byzantijnse stijl, die misschien zijn oorsprong had in Engeland.

## Toegeschreven werken
- De Bury Bijbel wordt met vrij grote zekerheid toegeschreven aan Meester Hugo.[8] Hij wordt momenteel bewaard in de bibliotheek van het Corpus Christi College in Cambridge als MS 2.
- Zegel van Bury St Edmunds (1150): met een afbeelding van Edmund de Martelaar koning van Oost-Anglia, zittend op een troon. Het zegel wordt bewaard in de Bodleian Library.
- Het zogenoemde Cloisters-Cross, dat bewaard wordt in The Cloisters, een vestiging van het Amerikaanse Metropolitan Museum of Art in New York. Het kruis werd aangekocht op de kunstmarkt in 1963. Op basis van stilistische kenmerken werd het aangezien als het ivoren kruis gesneden door Meester Hugo, maar daar is geen enkel materieel bewijs voor.

## Weblinks
- (en) Picture Gallery of The Bury Bible, St Edmundsbury.

- Bibliothèque nationale de France: cb16247123s (data)
- International Standard Name Identifier: 0000 0000 6842 6789
- Union List of Artist Names: 500000343
- Virtual International Authority File: 95682738